# Ovis canadensis nelsoni

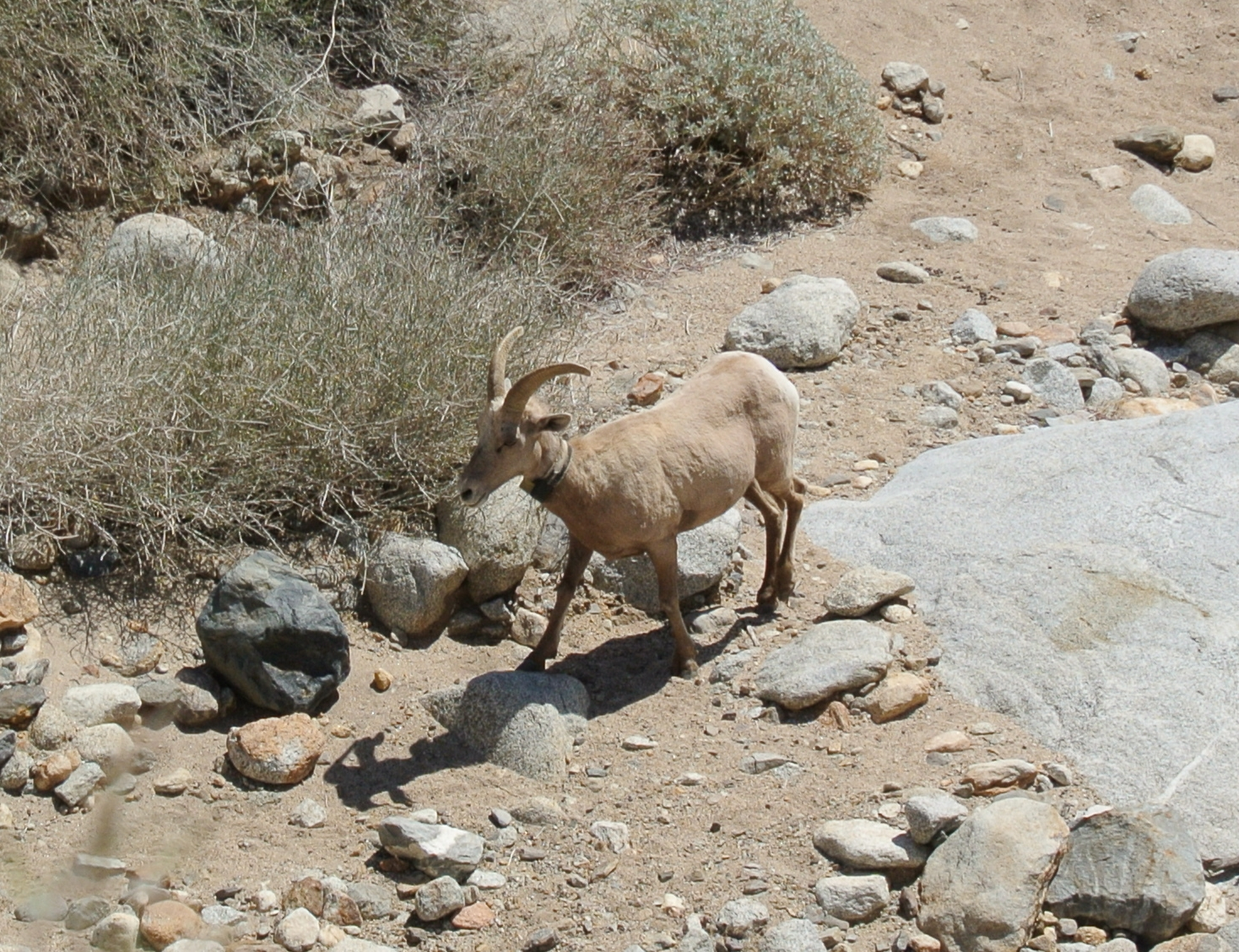
Bighorn del deserto (Anza-Borrego Desert State Park)

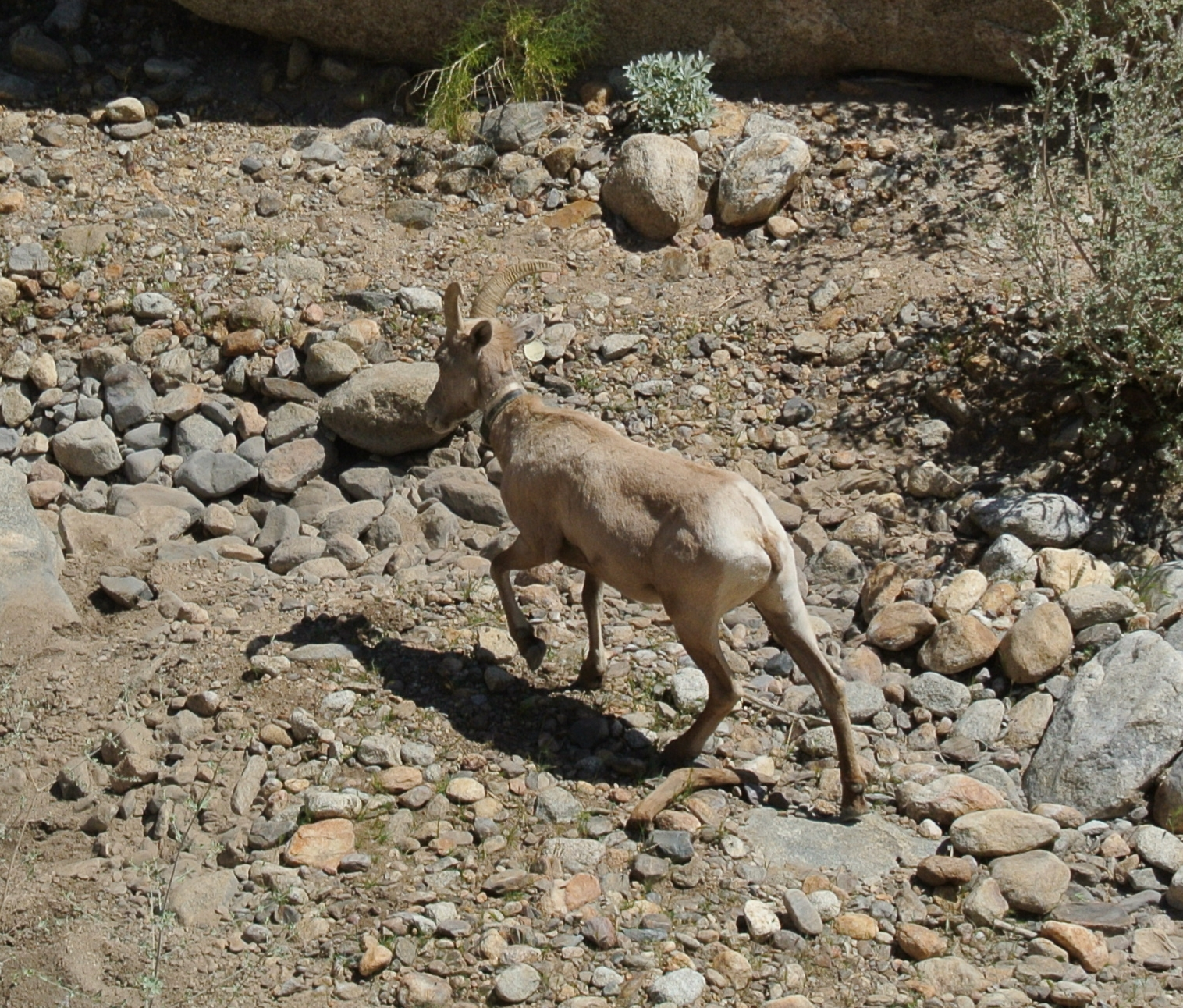
Bighorn del deserto (Anza-Borrego Desert State Park)

Il bighorn del deserto (Ovis canadensis nelsoni Merriam, 1897) è una sottospecie di bighorn che vive nelle regioni desertiche del Sud-ovest degli Stati Uniti e del Messico settentrionale. Deve il nome scientifico al naturalista americano Edward William Nelson (1855–1934). La morfologia e le abitudini di questa sottospecie sono piuttosto simili a quelle degli altri bighorn, ma questo animale ha sviluppato vari adattamenti per vivere in ambienti desertici privi di acqua: il bighorn del deserto, infatti, può sopravvivere senza bere acqua per lunghi periodi di tempo.
Il numero dei bighorn del deserto è diminuito notevolmente dopo la colonizzazione europea del Sud-ovest americano iniziata nel XVI secolo. Nel 2004 il loro numero era estremamente basso, malgrado la popolazione sia nuovamente iniziata ad aumentare a partire dal 1960. Il loro declino è stato seguito da un periodo di stabilizzazione della popolazione dovuto ad apposite misure di conservazione.

## Caratteristiche
I bighorn del deserto sono pecore selvatiche tozze e robuste, di dimensioni simili a quelle del cervo mulo. Il peso dei maschi adulti varia dai 55 ai 90 kg, mentre le femmine sono un po' più piccole. Grazie alla caratteristica struttura degli zoccoli i bighorn sono in grado di arrampicarsi sugli aspri terreni rocciosi delle montagne desertiche con velocità e agilità. Fanno affidamento sulla vista acuta per individuare potenziali predatori, come puma, coyote e linci rosse, dai quali fuggono via utilizzando la loro abilità nell'arrampicarsi.
Poco dopo la nascita in entrambi i sessi si sviluppano le corna, la cui crescita continua più o meno per tutta la vita. I maschi più vecchi presentano impressionanti paia di corna che possono misurare più di 91 cm di lunghezza e oltre 30 cm di circonferenza alla base. Quelle delle femmine, invece, sono molto più piccole e leggere e non tendono a incurvarsi. La testa munita di corna di un maschio adulto può pesare più di 13 kg. Gli anelli di crescita annuali indicano l'età dell'animale. Sia i maschi che le femmine utilizzano le corna come utensili per rompere ed aprire i cactus di cui si nutrono e per combattere.
La dieta dei bighorn del deserto è costituita in prevalenza da erba, carici e piante erbacee.

### Adattamenti alla vita nel deserto
Il bighorn del deserto ha sviluppato vari adattamenti per resistere al clima sia caldo che rigido del deserto e, diversamente dalla maggior parte degli altri mammiferi, la sua temperatura corporea può salire e scendere di vari gradi senza arrecare alcun danno all'animale. Nelle ore più calde della giornata rimane spesso al riposo all'ombra degli alberi o nelle caverne.
Nelle zone più meridionali dell'areale i bighorn del deserto vivono generalmente in piccoli gruppetti sparsi ben adattati a vivere su montagne desertiche dove le riserve permanenti di acqua sono scarse o del tutto assenti. Alcuni esemplari possono resistere settimane o mesi senza bere, ricavando i liquidi di cui necessitano dagli alimenti e dall'acqua piovana raccolta in pozze temporanee tra le rocce. Riescono a sopravvivere perfino dopo aver perso il 30% del loro peso corporeo. Quando finalmente possono bere di nuovo, tornano molto velocemente a reidratarsi. I naturalisti hanno da poco iniziato a studiare l'importanza di questo adattamento che consente a piccole bande di bighorn di sopravvivere in aree troppo aride per molti dei loro predatori.

### Vita sociale
I maschi combattono tra loro per raggiungere il predominio, sì da accaparrarsi le femmine con cui accoppiarsi. Uno di fronte all'altro, si caricano da distanze di 6,1 m o più, cozzando insieme le corna massicce con tremendo impatto fino a quando uno dei due non cede.
Le bande di maschi e femmine vivono separate per la maggior parte dell'anno. Si incontrano solamente durante la stagione degli amori (solitamente da luglio a ottobre), ma nel deserto, a causa delle condizioni climatiche favorevoli, gli accoppiamenti possono avvenire in qualunque periodo dell'anno. La gestazione dura circa 6 mesi e i piccoli nascono generalmente verso la fine dell'inverno.

## Conservazione
Gli studiosi non sanno quanti bighorn del deserto vivessero in Nordamerica prima dell'arrivo degli europei, ma è probabile che il loro numero si aggirasse su varie decine di migliaia. Seton stimò che il numero complessivo delle varie sottospecie di bighorn in epoca precolombiana fosse di 1,5-2 milioni. Nel 1960, tuttavia, in tutti gli Stati Uniti rimanevano solamente 15.000-18.200 bighorn, sia del deserto che non. Buechner sostiene che il picco del declino del bighorn del deserto si è avuto tra gli anni '50 del XIX secolo e gli inizi del XX. Il declino è stato attribuito alla caccia eccessiva, alla competizione con il bestiame domestico e alle malattie da esso trasmesse, all'usurpazione delle fonti d'acqua per l'impiego umano e ai mutamenti ambientali indotti dall'uomo.
Nel 1939, dietro le incessanti pressioni di Frederick Russell Burnham e dei Boy Scout dell'Arizona, il presidente Franklin D. Roosevelt firmò un proclama con il quale venivano istituite due riserve naturali nelle aree desertiche dell'Arizona sud-occidentale per garantire protezione al bighorn del deserto: i rifugi nazionali di Cabeza Prieta e di Kofa. Ad esse si aggiunse, nel 1941, il Rifugio Nazionale di San Andres, nel Nuovo Messico.
Il numero dei bighorn del deserto è iniziato a risalire a partire dagli anni '60, quando ormai rimanevano solo 6700-8100 esemplari. Tale aumento è dovuto prevalentemente alla messa in atto di varie misure protettive, prime tra tutte quelle inerenti alla conservazione dell'habitat. Nel 1980 la popolazione venne stimata sugli 8415-9040 capi. Pochi anni dopo, in seguito ad un censimento stato per stato, la popolazione complessiva dei bighorn del deserto negli Stati Uniti venne valutata sui 15.980 esemplari. Le stime del 1993 parlano di 18.965-19.040 bighorn.
Nel sud della California, nel 1998, rimanevano solamente 280 esemplari di bighorn dei Monti Peninsulari e questi animali vennero conseguentemente aggiunti nella lista degli animali più minacciati degli Stati Uniti. Questi bighorn, presenti solamente in tre contee della California meridionale, hanno sofferto molto a causa delle malattie, dello sviluppo degli insediamenti umani e della predazione. Nel 2008 si è ipotizzato che circa 800 di questi bighorn vivano nelle regioni desertiche al confine tra Stati Uniti e Messico, sui Monti San Jacinto, con alcune popolazioni presenti all'interno del Parco Statale del Deserto di Anza-Borrego. L'aumento di questi animali, insieme ai mutamenti politici portati avanti dall'amministrazione Bush, ha portato il Servizio della pesca e della fauna selvatica degli Stati Uniti a proporre una riduzione delle aree protette che ospitano bighorn dei Monti Peninsulari di più del 50%, da 3419,18 km² a 1555,7 km².
I risultati dei censimenti effettuati stato per stato sono mostrati nello schema sulla destra.